# Jesse I. Straus
Pour les articles homonymes, voir Straus.
Jesse Isidor Straus, né le 25 juin 1872 à New York et mort le 4 octobre 1936, est l'Ambassadeur des États-Unis en France de 1933 à 1936. Il est le fils ainé d'Isidor Straus (1845–1912), disparu lors du naufrage du RMS Titanic, copropriétaire avec son frère Nathan Straus des grands magasins R.H. Macy & Co.. Son oncle Oscar Solomon Straus (1850–1926) est le premier secrétaire de cabinet juif des États-Unis, au poste de secrétaire du Commerce et du Travail de 1906 à 1909.

## Biographie
En 1879, sa famille déménage aux États-Unis pour vivre à New York. Il est diplômé du Harvard College en 1893. 
Roosevelt le nomme Ambassadeur des États-Unis en France en 1933 et il présente ses lettres de créance à Paris le 8 juin 1933. Il occupe ce poste tout en revenant à plusieurs reprises aux États-Unis pour des soins médicaux jusqu'à sa démission pour raisons de santé le 18 août 1936. Il parlait couramment le français et a été le premier Juif à servir à ce poste. Il a indiqué au président que le moral public était faible et que le pays n'était pas préparé à la guerre.
Dans les années 1930, il met en garde contre les efforts de la part des Juifs américains pour organiser l'opposition au régime nazi en Allemagne convaincu que cela « sèmerait le trouble » sur une question dans laquelle leur participation démontrerait seulement leur incapacité à s'intégrer pleinement dans la vie américaine. Selon une biographie parue dans le bulletin de la famille Straus, il « estimait que le judaïsme était une religion, pas une nationalité, et que les Juifs et les membres de tous les groupes religieux dans un pays, devaient s'assimiler... Il refusait toutes relations avec les sionistes et s'opposait fermement à la discrimination pro-juive chez Macy ».
Il est l'un des fondateurs du lycée français de New York.
Mort d'une pneumonie chez lui au 720 Park Avenue (en) à New York le 5 octobre 1936, il est enterré au Cimetière de Woodlawn dans le quartier du Bronx à New York.
Sa veuve meurt en 1970 à l'âge de 94 ans.
Straus était un collectionneur notable de beaux-arts et divers souvenirs. Il a laissé une collection d'autographes à sa petite-fille qui en a fait don au Vassar College.

## Source de la traduction
- (en) Cet article est partiellement ou en totalité issu de l’article de Wikipédia en anglais intitulé « Jesse I. Straus » (voir la liste des auteurs).